# Antoni Trznadel
Antoni Trznadel (ur. 13 czerwca 1857 w Odrzykoniu, zm. 1 lipca 1908 w Krakowie) – polski duchowny rzymskokatolicki, teolog, profesor Uniwersytetu Jagiellońskiego.

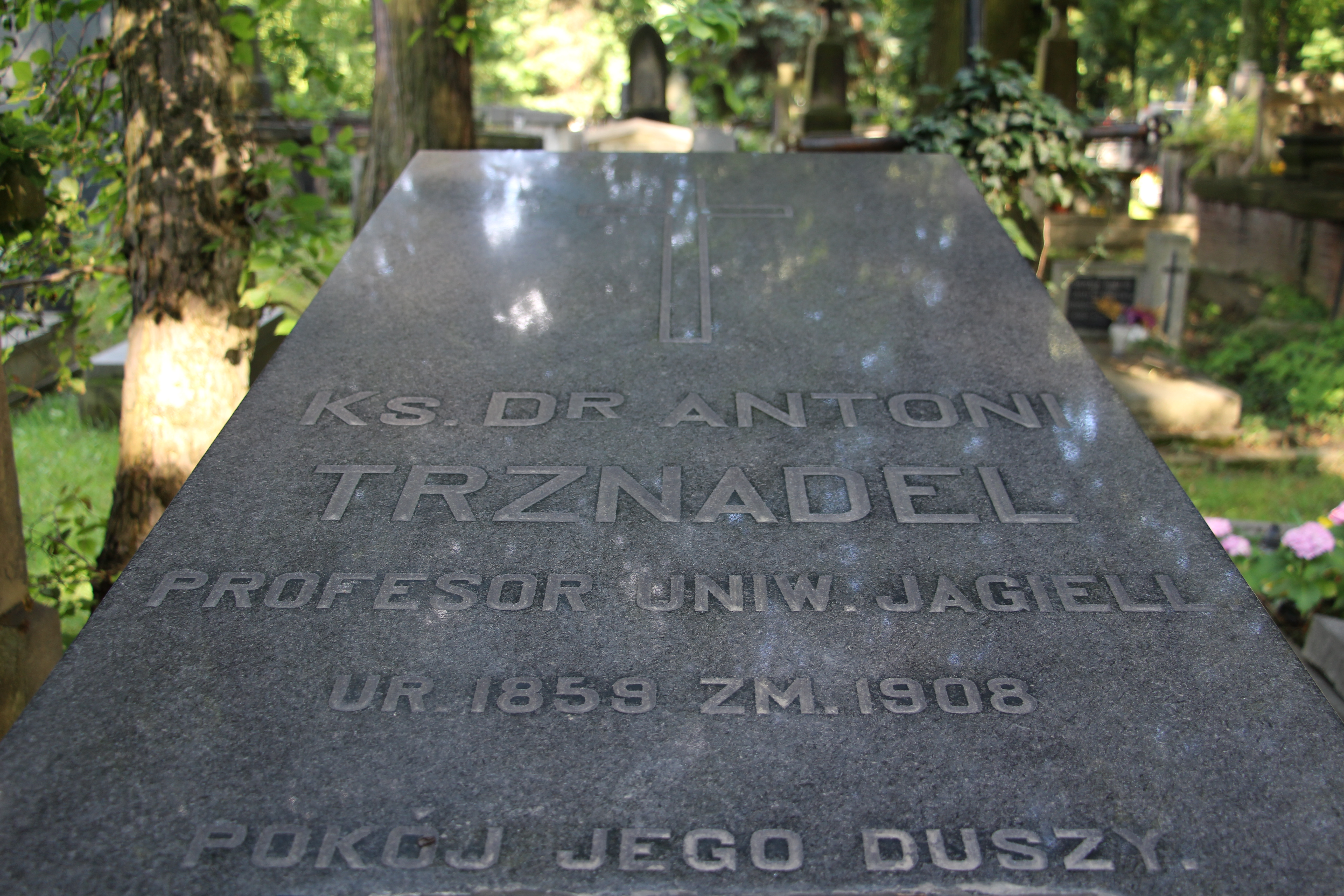
Grób ks. Antoniego Trznadla na cmentarzu Rakowickim w Krakowie

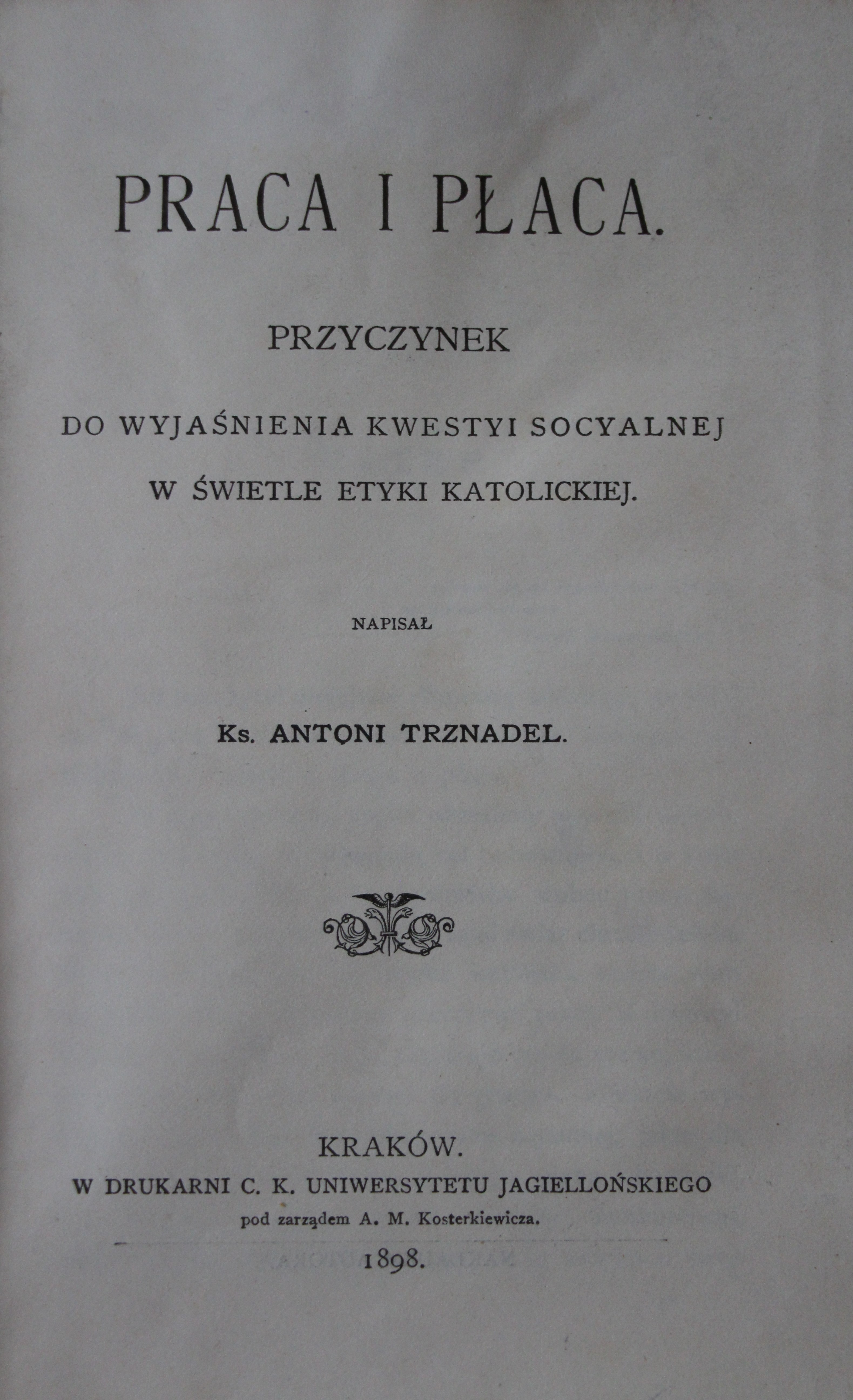
Antoni Trznadel, Praca i płaca, Kraków 1898

## Życiorys
Urodził się w Odrzykoniu w zamożnej rodzinie chłopskiej jako syn Wojciecha Trznadla (1829-1889) i Katarzyny Panaś (1833-1894). Ojca Antoniego Trznadla łączyła przyjaźń z pionierem przemysłu naftowego Ignacym Łukasiewiczem, z którym od 1874 roku, zasiadał wspólnie w 12-osobowej Radzie Powiatowej w Krośnie. Po ukończeniu w 1875 C.K. Wyższego Gimnazjum w Rzeszowie, kontynuował naukę w Wyższym Seminarium Duchownym w Przemyślu, uzyskując święcenia kapłańskie w 1879. Następnie podjął studia w Augustineum w Wiedniu; nie dokończył ich jednak w związku z powołaniem go w 1881 na stanowisko wykładowcy teologii dogmatycznej w Wyższym Seminarium Duchownym w Przemyślu. W 1884 otrzymał stopień doktora na Wydziale Teologii Uniwersytetu Jagiellońskiego na podstawie pracy: "De veritate et essentia Sacrificii Missae". W latach 1886–1887 odbył liczne podróże, w trakcie których okresowo studiował w Innsbrucku, w Papieskim Uniwersytecie Gregoriańskim w Rzymie i w Institut Catholique w Paryżu. W 1896 roku został powołany na stanowisko profesora nadzwyczajnego, a w 1898 roku na stanowisko profesora zwyczajnego teologii moralnej Wydziału Teologicznego Uniwersytetu Jagiellońskiego. Zmarł 1 lipca 1908. Został pochowany na cmentarzu Rakowickim w Krakowie.

## Rodzina
Antoni Trznadel był bratankiem dziekana przeworskiego i proboszcza w Kańczudze - ks. Franciszka Trznadla (1830-1872). Jego bratem był ks. doktor Jan Trznadel (1866-1920) oraz doktor praw - Franciszek Trznadel (ur. 1860). Ksiądz profesor był stryjem Stanisława Trznadla - praprawnuka  Klary Zuzanny z Estreicherów Faschingowej (1784-1840), córki Dominika (1750-1809) - protoplasty krakowskiej rodziny Estreicherów. 

## Twórczość
Publicystyka
Publikował często na temat m.in. polityki socjalnej Kościoła na łamach: Gazety Kościelnej oraz Przeglądu Powszechnego.
Książki
- Stwórca i stworzenie wobec rozumu i wiary (1892)
- Praca i płaca - przyczynek do wyjaśnienia kwestyi socyalnej w świetle etyki katolickiej (1898)